# Eileen Ryan
Eileen Ryan (Nueva York, 16 de octubre de 1927 - Malibú, 9 de octubre de 2022) fue una actriz estadounidense que actuó en numerosas series de televisión y películas. Fue esposa del actor y director Leo Penn, y madre del cantante Michael Penn y los actores Sean Penn y Chris Penn.

## Biografía
Ryan nació en Nueva York, hija de Rose Isabel, una enfermera, y Amerigo Giuseppe Annucci, un dentista. Estuvo casada con el actor Leo Penn hasta el fallecimiento del mismo en 1998. Eileen hizo una aparición junto a sus hijos Sean y Chris en la película de 1986 At Close Range, como su abuela. También actuó en la película The Crossing Guard, dirigida por Sean. Mientras Madonna era la esposa de Sean, la artista le confesó a la prensa que su suegra era la persona más intimidante que había conocido.
Falleció el 9 de octubre de 2022 a los 94 años en su hogar de Malibú, California.

## Filmografía

### Cine
- Collaborator (2011) Betty
- Mother and Child (2010) Nora
- All the King's Men (2006) Lily Littlepaugh
- Zodiac Killer (2005) Víctima
- Feast (2005) Abuela
- Eight Legged Freaks (2002) Gladys
- I Am Sam (2001) Estelle
- Magnolia (1999) Mary
- Anywhere but Here (1999) Lillian
- Benny & Joon (1993) Sra. Smail
- Parenthood (1989) Marilyn Buckman
- At Close Range (1986) Abuela

### Televisión
- Project Greenlight
- Without a Trace
- CSI: Crime Scene Investigation
- NYPD Blue
- ER
- Matlock
- Little House on the Prairie
- Bonanza
- The Twilight Zone